# Dorfkirche Banzendorf

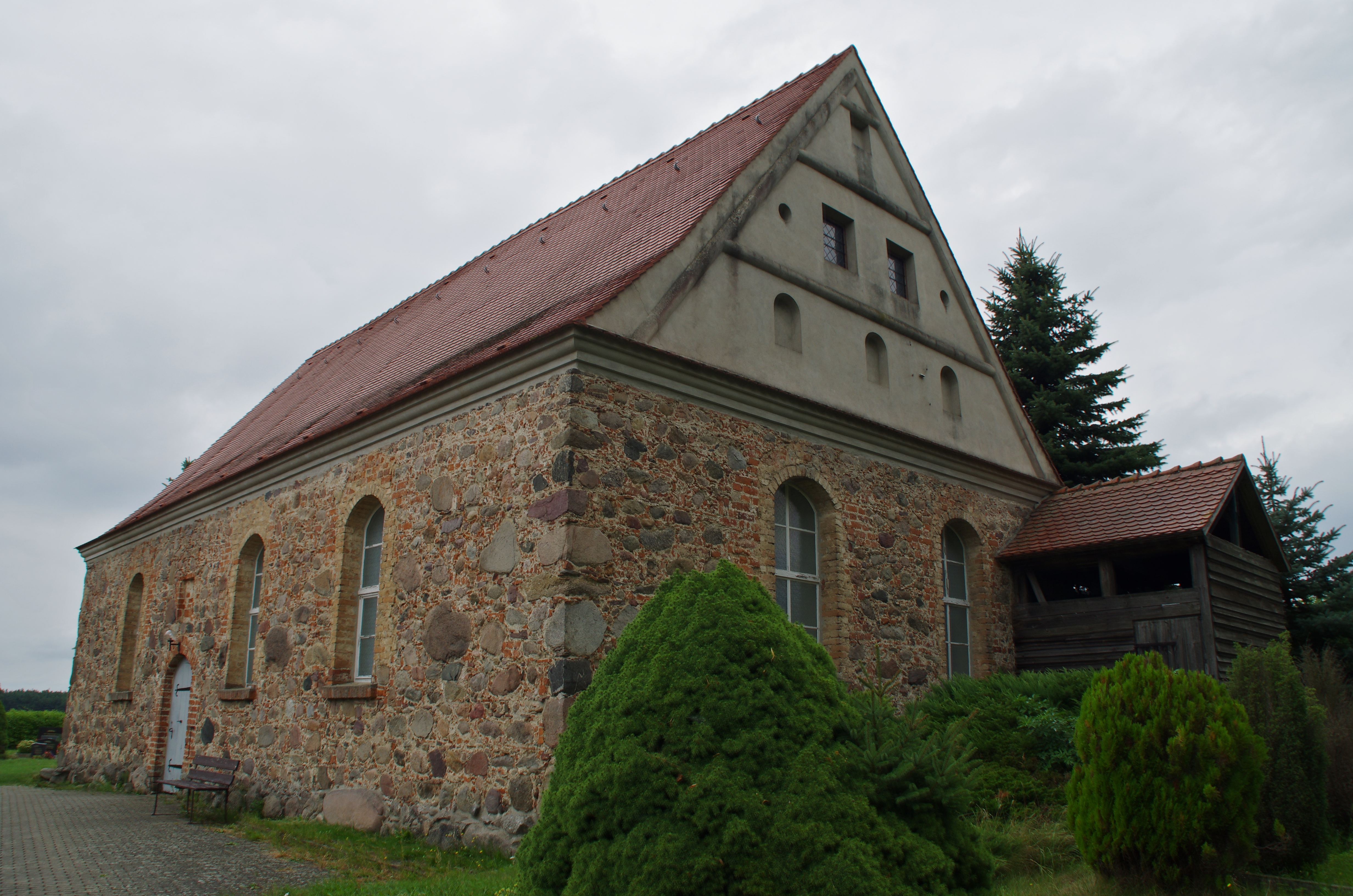
Dorfkirche Banzendorf

Die evangelische, denkmalgeschützte Dorfkirche Banzendorf steht in  Banzendorf, einem Ortsteil der Gemeinde Lindow im Landkreis Ostprignitz-Ruppin von Brandenburg. Die Kirche gehört zur  Kirchengemeinde Dierberg im Kirchenkreis Oberes Havelland im Sprengel Potsdam der Evangelischen Kirche Berlin-Brandenburg-schlesische Oberlausitz.

## Beschreibung
Die Saalkirche aus Mischmauerwerk wurde im Kern 1586 erbaut. Die Jahreszahl 1640 auf der Wetterfahne bezieht sich auf eine Instandsetzung. Sie besteht nur noch aus einem Langhaus, das mit einem Satteldach bedeckt ist, weil 1971 der Kirchturm aus Holzfachwerk von 1691 abgetragen wurde. Der mit einer Flachdecke überspannte Innenraum hat eine hufeisenförmige Empore. Der Kanzelaltar, der mit einem Schalldeckel gekrönt ist, wurde 1718 gebaut. Die Orgel mit acht Registern, einem Manual und einem Pedal wurde 1889 von Albert Hollenbach gebaut.